# Ormetica ameoides
Ormetica ameoides là một loài bướm đêm thuộc phân họ Arctiinae, họ Erebidae.